# Wietzendorf
Wietzendorf est une commune de l'arrondissement de la Lande (Heidekreis) (Land de Basse-Saxe), au sein de la lande de Lunebourg.

## Géographie
Wietzendorf se situe dans un triangle urbain entre Hambourg, Hanovre et Brême, près de la Bundesautobahn 7. Elle est proche de Soltau, Munster et Bergen.
Wietzendorf comprend les quartiers de Bockel (Dehnernbockel, Lührsbockel, Wroge, Lehmberg), Marbostel (Rodehorst, Meinholz, Suroide, Hexenreihe), Reddingen (Halmern, Reiningen) ainsi que Klein Amerika.
La Wietze traverse Reiningen ; il y a un niveau d'eau et un point de mesure hydrologique de la NLWKN pour la collecte de données environnementales. À Halmern, Reddingen et Reiningen, il n'y a pas de noms de rue, seulement des numéros de maison.
| Soltau          | Bispingen   | Munster (Örtze) |
| Verden          | Wietzendorf | Faßberg         |
| Osterheide (de) | Bergen      | Hermannsburg    |

## Histoire
La première mention écrite de Wietzendorf date de 1053 lors de la fondation du monastère de Gozeka. L'église de Wietzendorf devient indépendante de Bergen en 1231. En 1435, le village intègre la principauté de Lunebourg et est soumis à l'autorité de Frédéric II et Othon IV de Brunswick-Lunebourg.
En 1530, la Réforme protestante arrive ici. Une école est construite en 1605. Le village accueille les troupes de la guerre de Trente Ans et se fait piller en 1626. Les troupes suédoises s'installent en 1635. L'empereur Ferdinand III du Saint-Empire attribue en 1639 son blason à la commune qui l'a toujours conservée. Les Suédois pilleront à nouveau la commune en 1641.

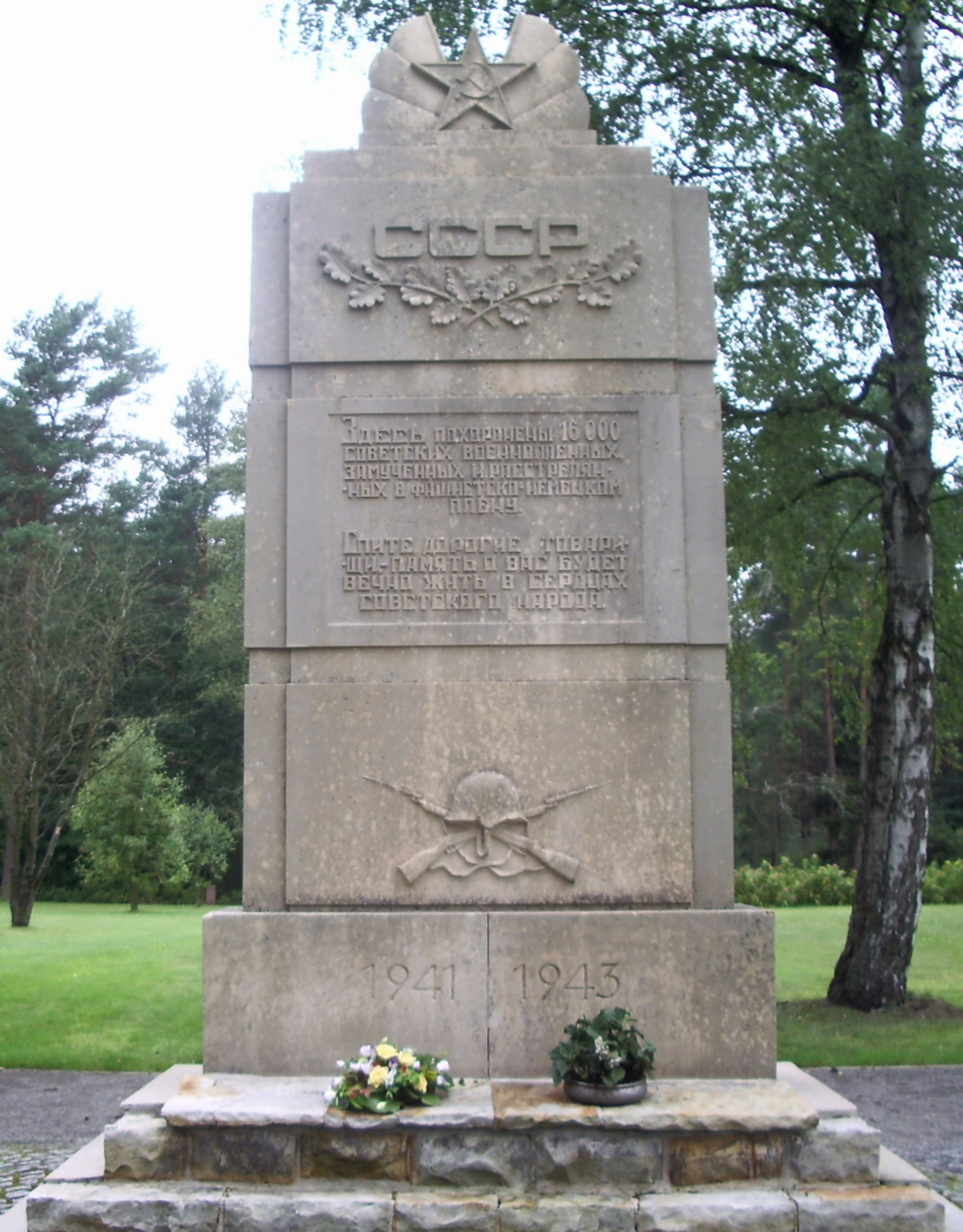
Monument pour le Stalag XD 310

En 1675, se crée un bureau de poste. En 1686, la ville commence à tenir des registres paroissiaux.
En 1713, Pierre Ier de Russie passe par Wietzendorf. Le clocher en bois, qui existe encore aujourd'hui, est construit en 1746. Une épidémie de variole tue en 1758 près de 100 personnes.
En 1805, 1469 soldats russes sont cantonnés. La commune intègre en 1810 le royaume de Westphalie gouverné par Jérôme Bonaparte. Le chêne de la paix qui se tient toujours en face de l'église, est planté en 1871, après le traité de paix de Versailles. Après la démolition de la vieille église en 1874, on construit une nouvelle. Le moulin à vent hollandais est érigé en 1879. L'administration militaire prussienne achète en 1891 423 hectares de terrain près du village afin d'établir la base militaire de Munster (de). En 1910, le chemin de fer parvient ici.
En juillet 1941, la Wehrmacht créé près de la base un camp de prisonniers de guerre plutôt sommaire, le Stalag XD 310, qui accueillera jusqu'à 16 000 Soviétiques. Un cimetière est érigé sur les fosses communes après la guerre, en 1945.
Le 1er mars 1974, Reddingen fusionne avec la commune de Wietzendorf lors de la réforme régionale en Basse-Saxe.

## Monuments et attractions

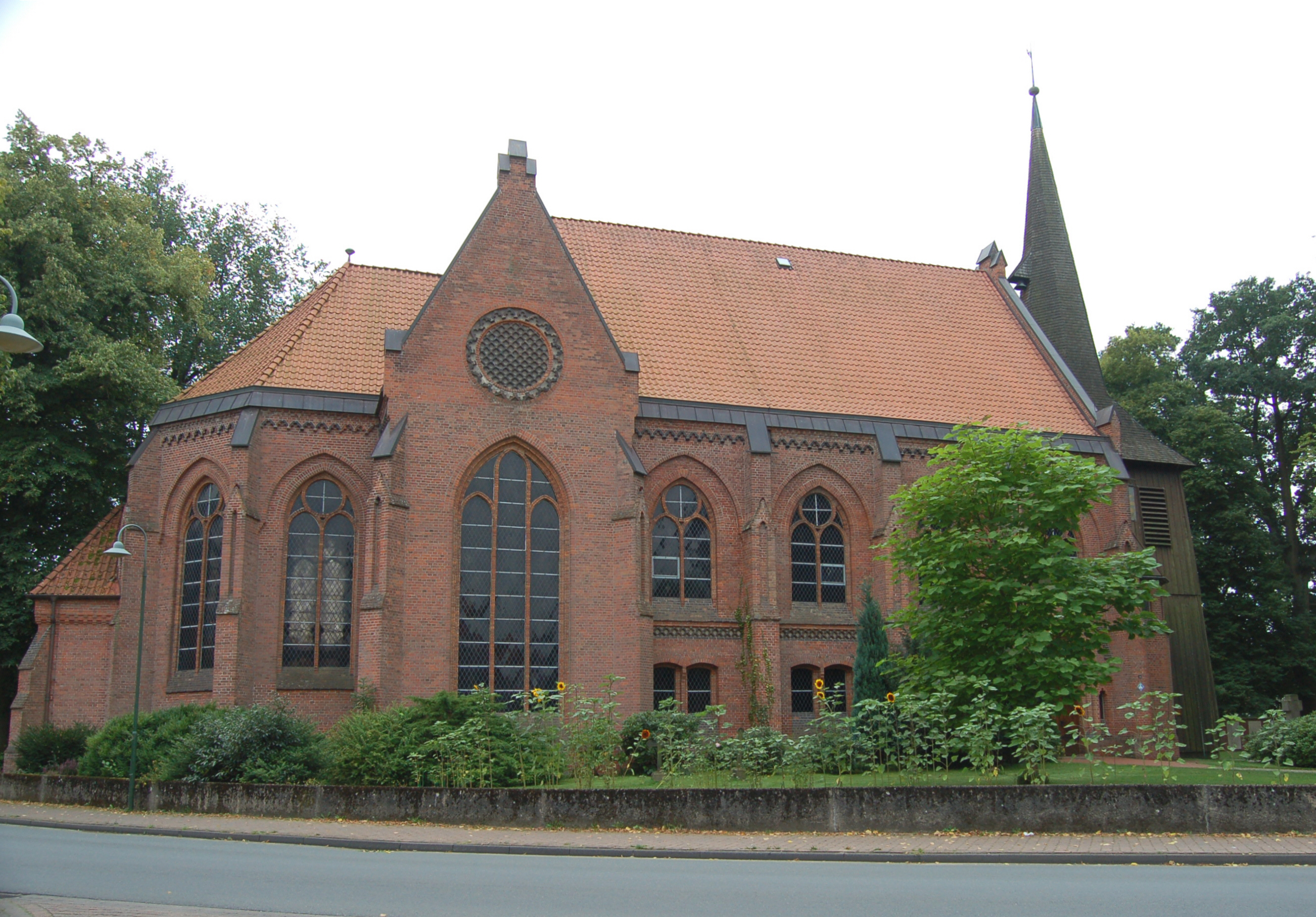
Église Saint-Jacques

- Le monument le plus important de Wietzendorf est l'église Saint-Jacques de style néo-gothique construite en 1876 par le célèbre architecte Conrad Wilhelm Hase à la place d'une ancienne église. Il ne reste de cette dernière que le clocher en bois et des cloches de 1564 et du début du XIVe siècle.

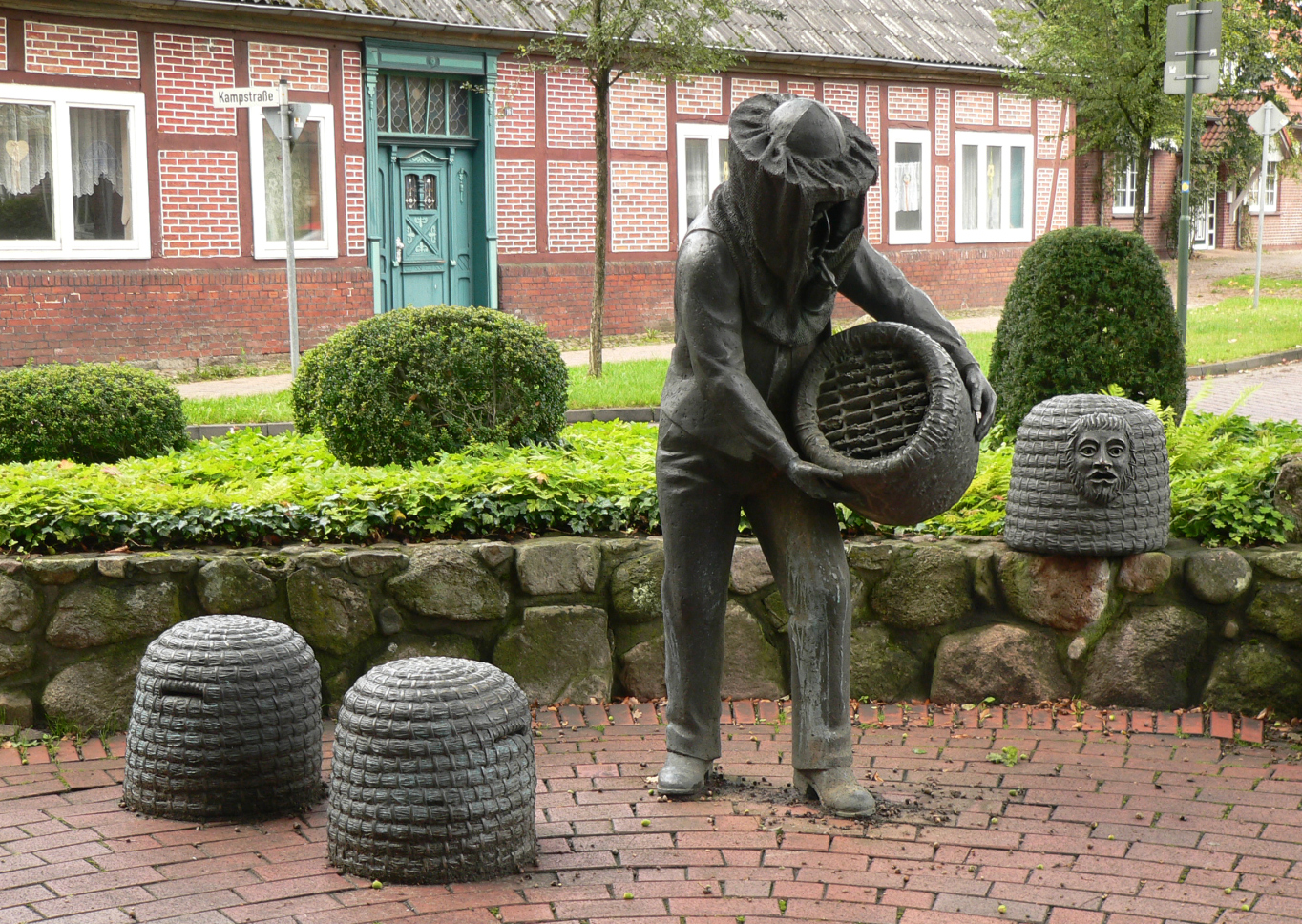
Statue célébrant l'apiculture sur la place de la commune

- Wietzendorf est réputé pour son miel. Une fête est créée en 1974 et accueille 12 000 personnes sur deux jours. Elle a lieu chaque année le dernier week-end de septembre.

## Source, notes et références
1. ↑  (de) Statistisches Bundesamt, Historisches Gemeindeverzeichnis für die Bundesrepublik Deutschland. Namens-, Grenz- und Schlüsselnummernänderungen bei Gemeinden, Kreisen und Regierungsbezirken vom 27.5.1970 bis 31.12.1982, 1983 (ISBN 3-17-003263-1), p. 235

- (de) Cet article est partiellement ou en totalité issu de l’article de Wikipédia en allemand intitulé « Wietzendorf » (voir la liste des auteurs).